# Gilles Ier de Beaumetz
Pour les articles homonymes, voir Beaumetz (homonymie).
Gilles Ier de Beaumetz, né vers 1170 et mort vers 1214, est un seigneur de Beaumetz et Bapaume. Il est le fils de Hugues de Beaumetz et Béatrix de Guines. 
Différentes orthographes de Beaumetz existent dont Baulmez, Baumes, Bealmex, Beaumais, Beaume, Beaumeix, Beaumer, Beaumes, Beaumets, Beaumex, Beaumey, Beaumez, Belmes, Biaumez; et en latin : Bellomanso.

## Histoire
En avril 1202, Gilles de Beaumetz vend à Nicolas le Noir et Gérard, son fils, bourgeois d'Arras, la terre de Croisilles.

## Généalogie
Il épousa Agnès de Coucy fille de Raoul Ier de Coucy et d'Alix de Dreux.
De leur union, naquirent quatre fils, et quelques filles. 
- L'ainé des fils nommé Gilles succéda à son père en la Seigneurie de Beaumetz, et en la Chatellenie de Bapaume, et fut conjoint avec la fille de Jacques Seigneur de Bailleul en Hainaut.
- Le second dit Raoul pris alliance avec Ide Dame de Baudour, veuve de Baudoin de Walaincourt, et trépassa sans postérité.
- Le troisième Thomas (1251-1263) fut le 58e Archevêque de Reims après Juhel de Mathefelon successeur de Henry de Dreux.
- Et le quatrième appelé Robert suivit la Cour de Pierre de Dreux, Duc de Bretagne, son cousin. A raison de quoi on lui donna le surnom de Bretagne.

Extrait de « Histoire généalogique des maisons de Guines, d'Ardres, de Gand et de Coucy » - Paris 1631 - BNF